# Journée de la commémoration nationale
La journée de la commémoration nationale (en luxembourgeois : Nationale Kommemoratiounsdag) est célébrée, chaque année depuis 1946, le dimanche le plus proche du 10 octobre au Luxembourg. Elle rend hommage à la solidarité et au courage du peuple luxembourgeois durant l'occupation de 1940 à 1945.
Lors d'un recensement officiel dit « Personenbestandsaufnahme (lb) », les Luxembourgeois ont été invités à se déclarer allemands. Le 10 octobre 1941, le peuple luxembourgeois s'est opposé à ce stratagème allemand en refusant d'être intégré au Reich.
Les résistants, prisonniers des camps de concentration, et les enrôlés de force (lb) ont fait d'énormes sacrifices à cette époque pour sauvegarder les libertés de leurs concitoyens.

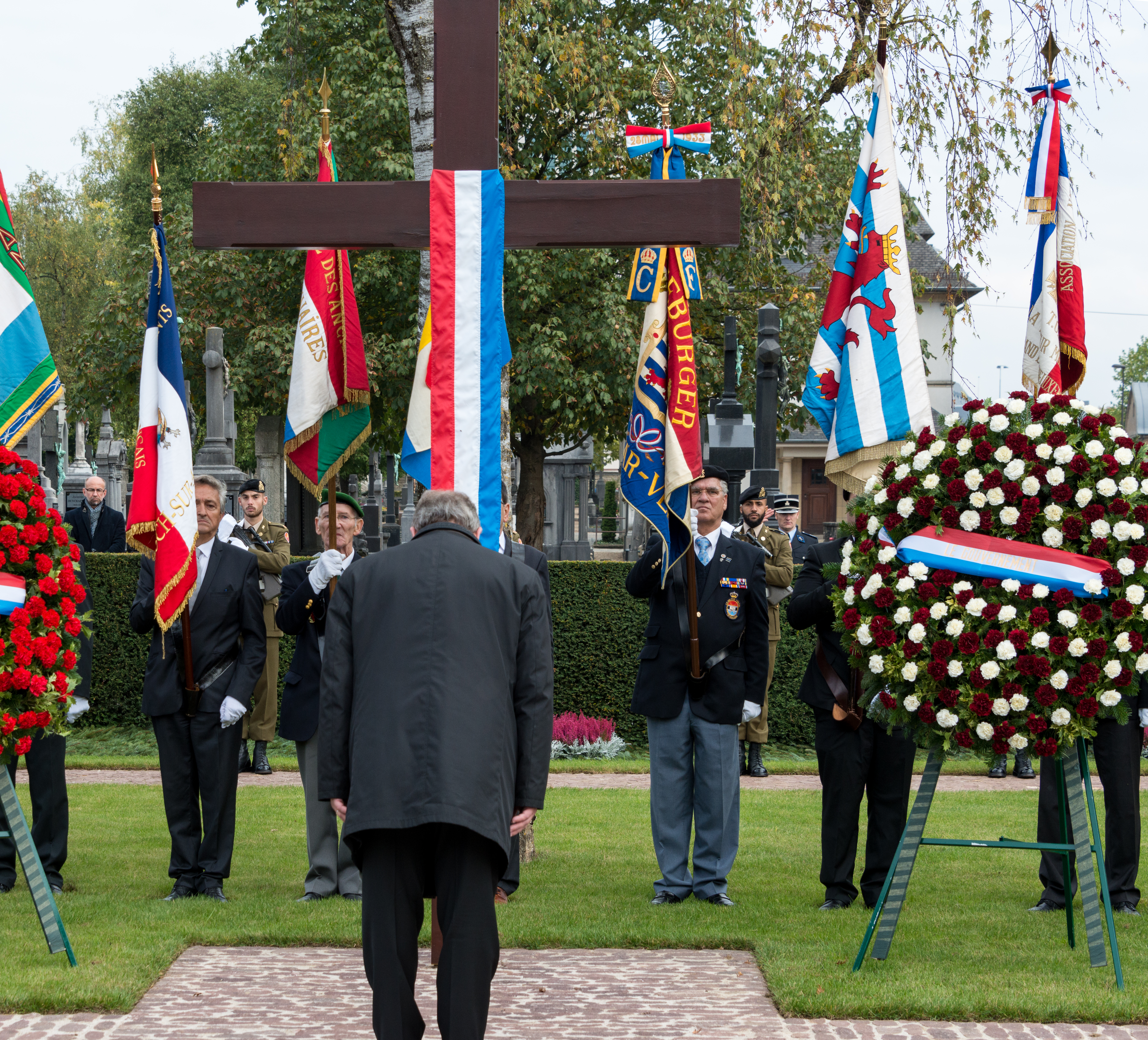
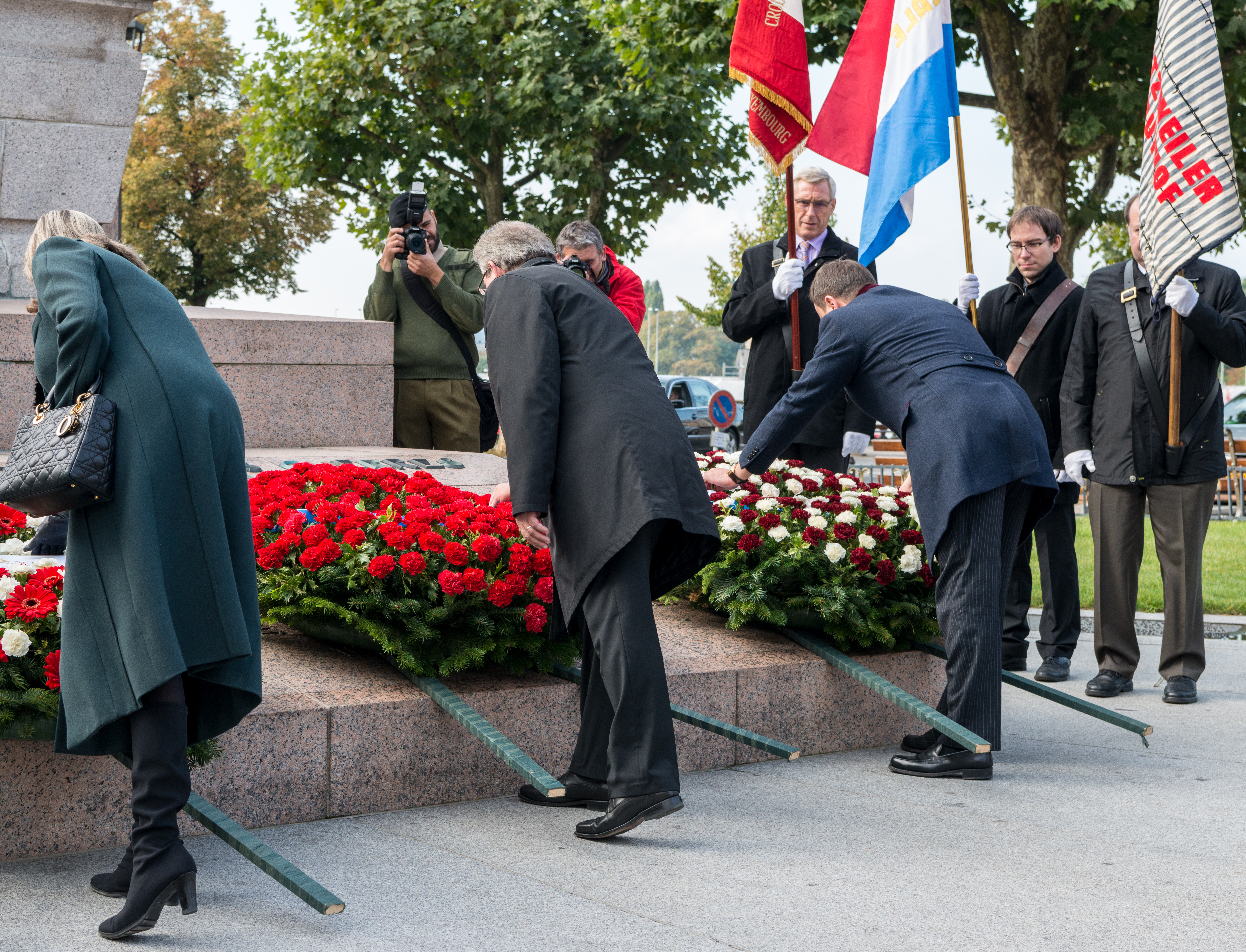
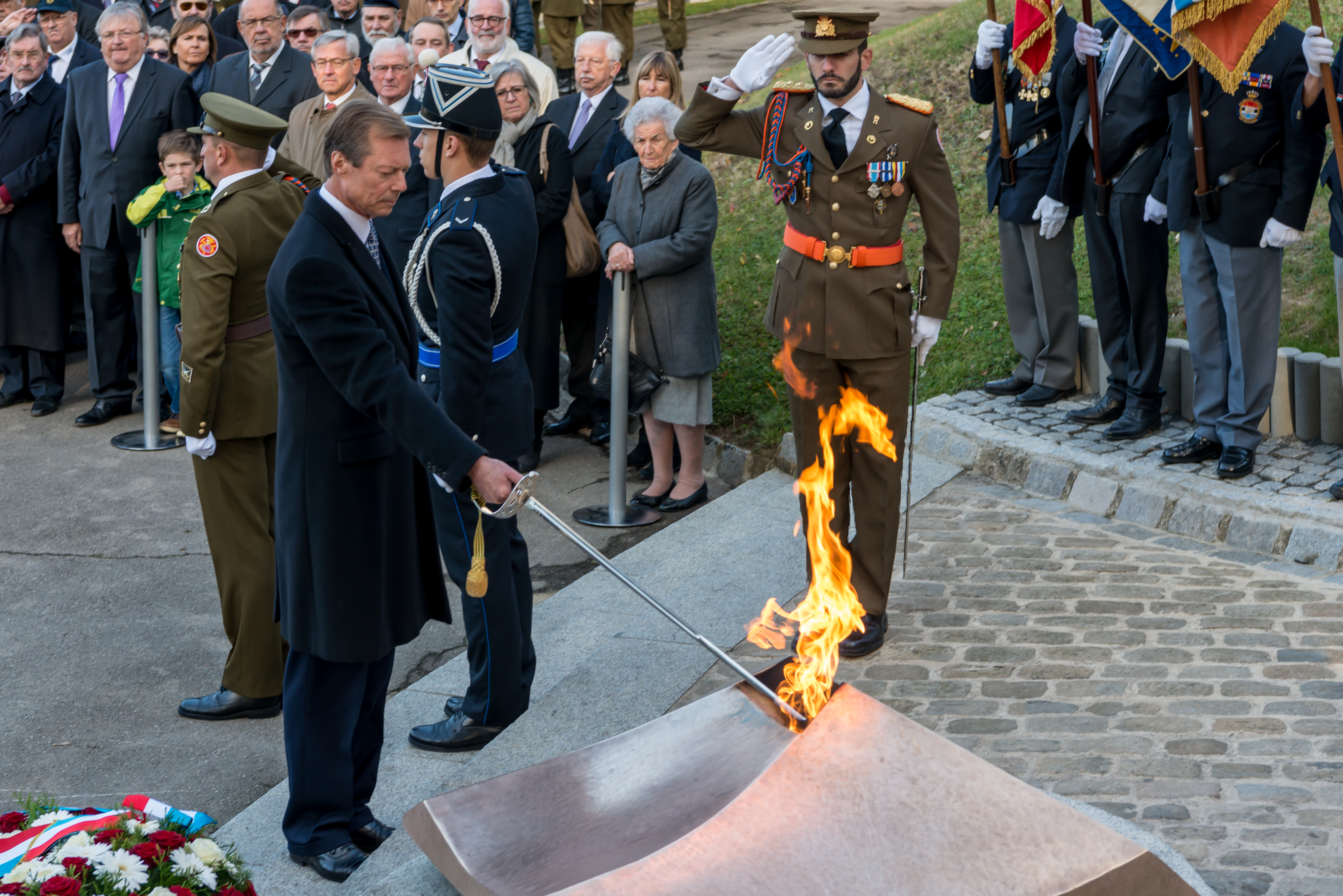